# ボヘミアンクラブ
ボヘミアンクラブ（Bohemian Club）とは、世界各地にいくつか存在する紳士社交倶楽部 (Gentlemen's club) の名称である。その中で特に著名なのはアメリカ合衆国カリフォルニア州サンフランシスコ市を本拠とする「ボヘミアンクラブ・オブ・サンフランシスコ」であり、2000余人の芸術界、財界、政治界、および学術会の著名人を会員としている。各倶楽部を統合する国際組織は無く、それぞれ全く独立した組織である。

## ボヘミアンクラブ・オブ・サンフランシスコ

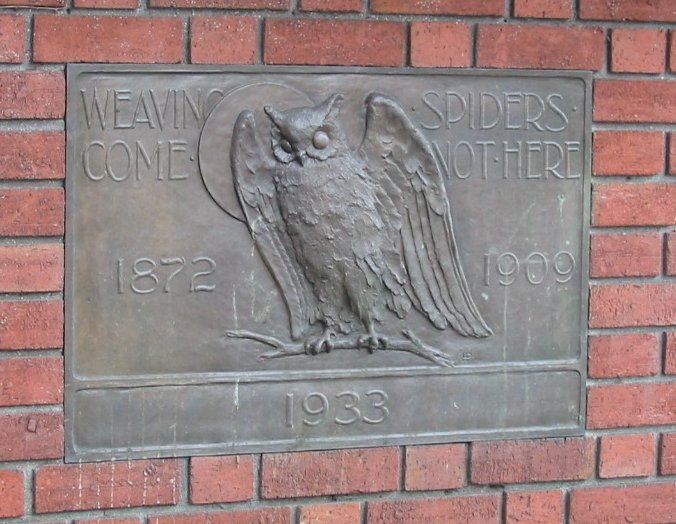
サンフランシスコ・テイラー街のクラブ本部の壁にあるレリーフ。ボヘミアンクラブのモットーと、マスコットのフクロウが描かれている

ボヘミアンクラブ・オブ・サンフランシスコ（以下、倶楽部と略す）は、1872年のゴールドラッシュが過ぎ去ったばかりのサンフランシスコにおいて、当時の芸術文化の軽薄さ、および卑屈さを嘆いた新聞記者らにより設立された。現在でも「音楽、演劇、芸術、文学」を柱とした芸術愛好紳士倶楽部として続いている。倶楽部のモットーはシェークスピア劇の「真夏の夜の夢」より引用の“Weaving Spiders, Come Not Here”（巣を張るクモよ、来るべからず）となっており、倶楽部活動は社交および友好を目的としたものであることとされ、倶楽部外での利を得るための活動は固く禁じられている。
ボヘミアンクラブ・オブ・サンフランシスコは、サンフランシスコ市の北120キロメートルに位置するソノマ郡モンテ・リオ (Monte Rio, California) に、「ボヘミアン・グローブ」 (Bohemian Grove) と呼ばれる約10平方キロメートルの敷地を持っている。高さ100メートル以上にもなるセコイアの巨木が立ち並ぶボヘミアン・グローブでは、毎年7月下旬、2週間にわたる会合が開かれる。内部には約3000人の会員、招待客、および従業員のための宿泊設備が整っており、モンテ・リオの人口は4倍になる。宿泊施設の多くはキャンバステントを張っただけの簡潔なものであるが、質素な木造のキャビンもある。毎日開かれる講演会、演奏会、ミュージカルおよびオペラ演劇のための野外ホールもあるほか、1000人が同時に食事できる野外食堂もある。倶楽部で行われる芸術活動は、すべて会員およびごく限られた招待客だけによるものと規定されており、倶楽部内には会員による交響楽団、声楽団、吹奏楽団およびジャズバンドがあるほか、舞台、照明、音響などだけではなく、作曲、脚本、演出などもすべて会員によって行われる。
前記のとおり、多くの有名人が会員となっているが、芸術を愛好する紳士であれば社会的地位、人種、有名度などにかかわらず正会員2人の紹介により入会することができる。しかし設備などの制限により発足直後以来満員となっており、現会員が死去または退会するまで待たなくてはならない。入会申込時点の年齢によるが、正会員として入会するまでサンフランシスコ近辺在住であれば15年、そうでなければ25年ほど待つことになる。または、芸術活動によって生計をなしている者、またはアマチュアで非常に高度な芸術能力を持っている者であれば、準会員として即入会し、20年倶楽部内で活躍後、名誉正会員になれる制度もある。世界屈指の超エリート倶楽部とされる割には、意外とプログレシブな面もある。